# Helleristninger ved Onegasøen og Hvidehavet
Helleristninger ved Onegasøen og Hvidehavet er et UNESCOs verdensarvssted i Rusland, Republikken Karelen, opført på listen i 2021.
Verdensarvsstedet omfatter 33 helleristningssteder i to områder. Ved  Onegasøen i Pudozhsky rajon, ligger  22 helleristningssteder med over 1.200 figurer. De forestiller hovedsageligt fugle, dyr, halvt menneskelige og halvt dyrefigurer, samt geometriske former, der muligvis repræsenterer månen og solen. Området ved ved Hvidehavet (Belomorsky rajon) har 11 steder med over 3.400 figurer, der hovedsageligt repræsenterer jagt- og skibsscener, sammen med relateret udstyr, såvel som dyre- og menneskefodspor. De blev skabt for 6 og 7 årtusinder siden og repræsenterer et indblik i livet for neolitiske kulturer i Fennoskandinavien.